# Penetiana
Penetiana is een geslacht van vlinders van de familie snuitmotten (Pyralidae), uit de onderfamilie Phycitinae.

## Soorten
- P. ganesha Roesler & Kuppers, 1981
- P. penthetria Hampson, 1930
- P. proleucia Hampson, 1930